# اکسپرس وان اینترنشنال
اکسپرس وان اینترنشنال (به انگلیسی: Express One International) یک شرکت هواپیمایی با کد یاتا EO است که در تاریخ ۱۹۸۳ میلادی تأسیس شده است.
دفتر مرکزی اکسپرس وان اینترنشنال در اورلندو، فلوریدا، ایالات متحده آمریکا واقع شده‌است و قطب این شرکت هواپیمایی در فرودگاه بین‌المللی اورلندو سنفورد قرار دارد.